# 알리샤 바흘레다추루시
알리샤 바흘레다추루시(폴란드어: Alicja Bachleda-Curuś, 1983년 5월 12일 ~ )는 폴란드의 배우이자 가수이다.